# Swedish Juniors 1986
Das Swedish Juniors 1986 im Badminton fand vom 3. bis zum 4. Mai 1986 in Varberg statt.

## Finalresultate
| Disziplin    | Sieger                       | Finalist                    | Ergebnis           |
| ------------ | ---------------------------- | --------------------------- | ------------------ |
| Herreneinzel | Jörgen Tuvesson              | Peter Bush                  | 11–15, 15–9, 18–17 |
| Dameneinzel  | Margit Borg                  | Catrine Bengtsson           | 11–4, 12–10        |
| Herrendoppel | Magnus Böröy Jörgen Tuvesson | Hermann Rasmussen           | 15–9, 11–15, 15–12 |
| Damendoppel  | Tanja Berg Susanne Krag      | A. Pedersen Jannie Pedersen | 15–2, 15–3         |